# Václav Beneš Třebízský

Václav Beneš Třebízský

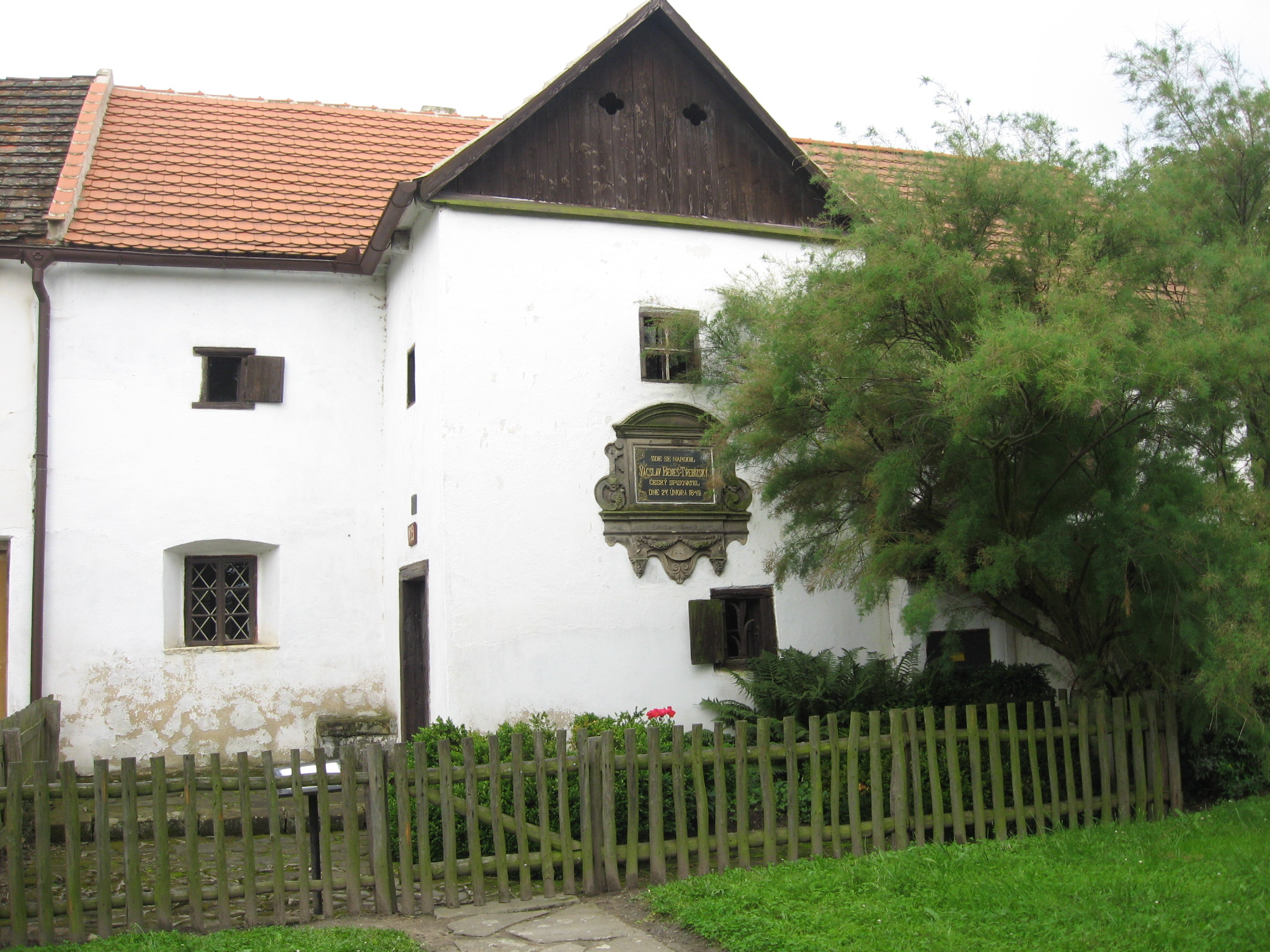
Geburtshaus von Třebízský in Třebíz

Václav Beneš Třebízský (* 27. Februar 1849 in Třebíz; † 20. Juni 1884 in Mariánské Lázně) war ein tschechischer Schriftsteller und katholischer Priester.

## Leben
Als Sohn eines Schneiders in Třebíz bei Slaný studierte er in Slaný und in Prag. 1875 empfing er die Priesterweihe und wirkte zunächst in Liteň bei Beroun, dann ab 1876 in Klecany bei Prag. Er starb an Tuberkulose. Seinen Namen trägt heute noch das Gymnasium in Slaný.

## Werke
Seine Romane ähneln die des Alois Jirásek. Sein beliebtes Thema war die Zeit der Hussiten, er widmet sich aber auch anderen Epochen der böhmischen Geschichte bis zum Beginn des 19. Jahrhunderts. Viele Geschichten spielen in der Gegend, in der er geboren wurde.
- Verirrte Seelen (Bludné duše) ist ein Roman, der im 18. Jahrhundert spielt und zwar in der Zeit des Aufstandes von 1775
- Königin Dagmar (Královna Dagmar) – das Schicksal von Dagmar, Tochter des böhmischen Königs Vratislav I., die später mit dem dänischen König Waldemar verheiratet war